# Хокей на траві на Олімпійських іграх
Хокей на траві вперше був включений до Олімпійської програми на літніх Олімпійських іграх 1908 у Лондоні й відтоді змагання з цього виду спорту проводилася на всіх літніх Олімпійських іграх, крім Ігор 1912 та 1924 років. Жіноча дисципліна з хокею на траві з'явилася 1980 року.
Тривалий час у хокеї на траві домінувала Індія, яка вигравала змагання з цього виду спорту на всіх Олімпіадах від 1928 року до 1956 року включно, завоювавши 6 золотих медалей.

## Медальний залік
| Місце  | Країна                | Золото | Срібло | Бронза | Загалом |
| ------ | --------------------- | ------ | ------ | ------ | ------- |
| 1      | Індія (IND)           | 8      | 1      | 3      | 12      |
| 2      | Нідерланди (NED)      | 6      | 6      | 6      | 18      |
| 3      | Австралія (AUS)       | 4      | 4      | 5      | 13      |
| 4      | Велика Британія (GBR) | 4      | 2      | 7      | 13      |
| 5      | Німеччина (GER)       | 4      | 2      | 5      | 11      |
| 6      | Пакистан (PAK)        | 3      | 3      | 2      | 8       |
| 7      | Аргентина (ARG)       | 1      | 3      | 2      | 6       |
| 8      | Іспанія (ESP)         | 1      | 3      | 1      | 5       |
| 9      | ФРН (FRG)             | 1      | 3      | 0      | 4       |
| 10     | Бельгія (BEL)         | 1      | 1      | 1      | 3       |
| 11     | Нова Зеландія (NZL)   | 1      | 0      | 0      | 1       |
| 11     | Зімбабве (ZIM)        | 1      | 0      | 0      | 1       |
| 13     | Південна Корея (KOR)  | 0      | 3      | 0      | 3       |
| 14     | Чехословаччина (TCH)  | 0      | 1      | 0      | 1       |
| 14     | Данія (DEN)           | 0      | 1      | 0      | 1       |
| 14     | Японія (JPN)          | 0      | 1      | 0      | 1       |
| 14     | Китай (CHN)           | 0      | 1      | 0      | 1       |
| 18     | СРСР (URS)            | 0      | 0      | 2      | 2       |
| 18     | США (USA)             | 0      | 0      | 2      | 2       |
| Всього | Всього                | 35     | 35     | 36     | 106     |